# سات‌یاح
|             |     |   |
| \| \| \| \| |     |   |
|             |     |   |
| N12         | G39 | t |

| N12 | G39 | t |

|             |     |   |
| \| \| \| \| |     |   |
|             |     |   |
| N12         | G39 | t |

| N12 | G39 | t |

|             |     |   |
| \| \| \| \| |     |   |
|             |     |   |
| N12         | G39 | t |

| N12 | G39 | t |

|             |     |   |
| \| \| \| \| |     |   |
|             |     |   |
| N12         | G39 | t |

| N12 | G39 | t |

سات‌یاح (انگلیسی: Satiah؛ به معنای دختر ماه) ملکه همسر مصر باستان و همسر بزرگ سلطنتی فرعون تحوتموس سوم بود.

## زندگی‌نامه
سات‌یاح دختر دایهٔ سلطنتی ایپو بود. احتمالاً پدر او مقام مهم آحمس پن-نخبِت بوده است. به احتمال زیاد، او مادر شاهزاده آمنمحات، بزرگ‌ترین پسر تحوتموس سوم (که گاهی به عنوان پسر نفرو رع شناخته می‌شود)، بود که در دوران سلطنت پدرش درگذشت.
سات‌یاح در دوران سلطنت همسرش فوت کرد، درست بعد از مرگ حتشپسوت و پس از او مریت‌رع-حتشپسوت همسر بزرگ سلطنتی بعدی تحوتموس سوم بود.
لقب‌های سلطنتی رسمی سات‌یاح عبارتند از: همسر پادشاه (ḥmt-nisw)، همسر بزرگ پادشاه (ḥmt-niswt-wrt) و همسر خدا (ḥmt-ntr).
سات‌یاح در چندین مکان مورد تأیید قرار گرفته است. در ابیدوس متنی روی یک میز قربانی به مادرش، دایهٔ خدا ایپو اشاره می‌کند. این میز قربانی توسط کشیش لِکتور تِریکیتی تقدیم شده است. همچنین یک سردست برنزی (که هم‌اکنون در موزه قاهره است)، که نام ملکه سات‌یاح بر روی آن حک شده، در ابیدوس پیدا شد.
در معبد مونت در الطود، یک تندیس از ملکه توسط تحوتموس سوم پس از مرگ او تقدیم شده است (این تندیس هم‌اکنون در موزه قاهره نگهداری می‌شود).
ملکه سات‌یاح در پشت ملکه مریت‌رع-حتشپسوت و تحوتموس سوم روی ستونی در مقبره پادشاه (کی‌وی۳۴) به تصویر کشیده شده است. در پشت سات‌یاح شاهدخت نبِتو (همسر پادشاه) و شاهدخت نفرتاری (دختر پادشاه) دیده می‌شوند.
سات‌یاح در یک نقش برجسته از کَرنک قبل از تحوتموس سوم به تصویر کشیده شده است. یک سنگ یابود در موزه قاهره نشان می‌دهد که ملکه سات‌یاح در پشت تحوتموس سوم ایستاده است.